# Microcerella auromaculata
Microcerella auromaculata är en tvåvingeart som beskrevs av Tibana och Guilherme A.M.Lopes 1987. Microcerella auromaculata ingår i släktet Microcerella och familjen köttflugor. Inga underarter finns listade i Catalogue of Life.